# Alyssum corymbosoides
Alyssum corymbosoides là một loài thực vật có hoa trong họ Cải. Loài này được Formánek mô tả khoa học đầu tiên năm 1895.